# Der Boxer und die Lady
Der Boxer und die Lady (Originaltitel: The Prizefighter and the Lady) ist eine US-amerikanische Filmkomödie aus dem Jahr 1933. Das Drehbuch basiert auf einer Erzählung von Frances Marion.

## Handlung
Nachdem Edwin J. Bennett genannt Professor, ein glückloser Boxmanager, gesehen hat, wie der Seemann Steve Morgan in einer Bar einen Betrunkenen k. o. geschlagen hat, bietet er ihm einen 100-Dollar-Kampf an. Bei einem Waldlauf wird Steve Zeuge eines Verkehrsunfalls. Er kann die bewusstlose Belle Mercer aus ihrem überschlagenen Wagen befreien. Er bringt die Bewusstlose zu einer nahen Farm, wo sie zu sich kommt. Belle ist ihrem Retter dankbar und nimmt dessen Einladung zum nächsten Boxkampf an.
Zu Bennetts erstaunen besiegt Steve den erfahrenen Gegner in der ersten Runde. Steve möchte mit Belle ausgehen, was sie ablehnt. Von Bennett erfährt er, dass Belle die Freundin des Glücksspielers Willie Ryan ist. Steve folgt Belle zu Ryans Nachtclub, in dem sie als Sängerin auftritt. Steve präsentiert sich Ryan gegenüber als sein Rivale, doch Belle versichert ihrem Freund, dass sie an Steve nicht interessiert sei. Sie kann auch nicht verhindern, dass ihr Steve bis zu ihrem Appartement folgt und ihr dort seine Liebe gesteht.
Am nächsten Tag erzählt Belle Ryan, sie und Steve haben geheiratet. Ryan ist geschockt. Zwar gibt er dem Paar seinen Segen, doch beauftragt er seinen Gehilfen Adopted Son damit, Steve zu töten, sollte der Belle einmal unglücklich machen. Bennet setzt für Steve er ein striktes Training an, das er außerhalb der Stadt absolvieren soll. Belle sichert dem skeptischen Bennett zu, dass Steves Training nicht leiden würde. Sie stimmt zu, die Flitterwochen zu verschieben, bis Steves Trainingsprogramm erfüllt sei. Bennett sieht in Steve das Potential Champion zu werden und hört mit dem Alkohol auf. Steve gewinnt eine Reihe von Boxkämpfen. Er wird immer bekannter und hat daher die Aufmerksamkeit von einigen weiblichen Fans. Ryan warnt Belle vor Steves Flirterei mit den Fans. Doch Belle sieht diese als harmlos an. Doch als Belle Steve bei einer Lüge ertappt, bezichtigt sie ihn der Untreue und droht mit der Scheidung. Steve schwört ihr, treu zu bleiben. Kurz vor einem Meisterschaftskampf im Schwergewicht tritt er in einer Revue mit mehrerer Tänzerinnen auf. Belle findet eine der Tänzerinnen in Steves Kabine. Sie verlässt ihn und kehrt in Ryans Nachtclub zurück.
Ryan will Steve aus Belles Leben heraushaben. Er versucht, Steves Selbstbewusstsein in Überheblichkeit zu steigern, in dem er riesige Wetten auf Steves Sieg abgibt. Das vor Begeisterung rasende Publikum lähmt Steve. In einem Streit trennt er sich von Bennett. Ohne seinen Trainer und ohne Belle stolpert er durch die ersten Runden seines Kampfes gegen den Schwergewichtsmeister Primo Carnera. Belle und Bennett sind auf den Rängen und feuern Steve an. Als Steve das bemerkt, findet er zu seiner alten Stärke zurück und erzwingt ein Remis. Ryan sieht die wahre Liebe zwischen Steve und Belle. Nun gibt er ihnen seinen ganzen Segen.

## Hintergrund
Sowohl Primo Carnera, zu der Zeit amtierender Schwergewichts-Weltmeister, als auch Max Baer, der Herausforderer für den nächsten Titelkampf, gaben beide ihr Filmdebüt. Im Juni 1934 absolvierten sie dann ihren Weltmeisterschaftskampf in New York, den Baer durch technischen K.o. in der elften Runde gewann. Dabei trug er beim Betreten des Boxrings den Mantel mit dem Namen Steve Morgan, den er auch im Film trug. Laut einem Artikel von Variety war vorgesehen, dass Steve seinen Gegner Carnera k. o. schlagen sollte. Doch Carnera war mit dem Ergebnis nicht einverstanden. Erst nach einer zusätzlichen Vergütung durch das Produktionsstudio MGM war Carnera bereit, das Unentschieden im Film hinzunehmen.
Howard Hawks gab in einem Interview an, dass der Film zuerst mit Clark Gable, Franchot Tone und Jean Harlow gedreht werden sollte. Als man sich jedoch für Baer und Myrna Loy entschied, wollte Hawks die Regie niederlegen. Das Studio überzeugte Hawks jedoch davon, für Van Dyke die Produktion vorzubereiten und zu starten und Baer bei seinem Debüt zu helfen. Autor John Lee Mahin wies diese Version jedoch zurück und behauptete, Hawks sei nach zwei Drehtagen gefeuert worden, weil er zu langsam gewesen sei.
Myrna Loy (bzw. die Playback-Stimme von Bernice Alstock) sang im Film das Lied Downstream Drifter, das von David Snell, Gus Kahn und Ray Egan komponiert wurde. Max Baer sang den Song Lucky Fella, komponiert von Jimmy McHugh und Dorothy Fields. Für die Ausstattung sorgte Szenenbildner Edwin B. Willis, für den Ton war Douglas Shearer verantwortlich.
Die Uraufführung des Films fand am 10. November 1933 statt. 1934 wurde der Film unter dem Titel Männer um eine Frau in Deutschland aufgeführt. Da der Hauptdarsteller Max Baer jüdischer Herkunft war, wurde der Film umgehend von den Behörden verboten. Erst am 18. Juli 1988 wurde er wieder in Deutschland gezeigt, im Rahmen einer TV-Premiere im dritten Programm des NDR.

## Kritik
Das Lexikon des internationalen Films beschreibt den Film als „routiniert inszenierte, aber seltsam heterogene Mischung aus Gangster- und Boxfilm, der publikumswirksam reale Größen des damaligen Boxsports auftreten läßt“. „Bemerkenswert“ sei Myrna Loy in ihrer Rolle „einer standfesten, selbstbewußten Frau“.

## Auszeichnungen
Bei der Oscarverleihung 1934 war Frances Marion in der Kategorie Beste Originalgeschichte für den Oscar nominiert.